# Camarones, Tamazunchale
Camarones är en ort i Mexiko.   Den ligger i kommunen Tamazunchale och delstaten San Luis Potosí, i den sydöstra delen av landet, 210 km norr om huvudstaden Mexico City. Camarones ligger 1 005 meter över havet och antalet invånare är 293.
Terrängen runt Camarones är kuperad norrut, men söderut är den bergig. Camarones ligger uppe på en höjd. Runt Camarones är det tätbefolkat, med 476 invånare per kvadratkilometer. Närmaste större samhälle är Tamazunchale, 10,1 km öster om Camarones. I omgivningarna runt Camarones växer i huvudsak städsegrön lövskog.